# Ehemalige Kiesgrube am Südring
Das Naturschutzgebiet Ehemalige Kiesgrube am Südring liegt auf dem Gebiet der kreisfreien Stadt Leverkusen in Nordrhein-Westfalen. Das Gebiet liegt östlich der Kernstadt Leverkusen nördlich des Gewerbebetriebes Dynamit Nobel. Der Willi-Brandt-Ring tangiert das Naturschutzgebiet auf der Nordseite.

## Beschreibung
Das etwa 2,4 ha große Gebiet wurde im Jahr 1987 unter der Schlüsselnummer LEV-011 unter Naturschutz gestellt. Das Landesamt für Natur, Umwelt und Verbraucherschutz in NRW beschreibt in seiner Fachinformation das Naturschutzgebiet wie folgt:

„Die Kiesgrube liegt im Süden von Leverkusen auf dem Betriebsgelände der Dynamit Nobel. Sie ist eingezäunt. Ein Betreten ist nur über das Firmengelände möglich. Das Gewässer ist durch einen Damm zweigeteilt. Die südliche Hälfte wird durch kleine bewachsene Inseln reich strukturiert. Durch Wasserstandsschwankungen abgestorbene Bäume ragen aus dem Wasser. Spärliche Röhrichtflecken aus wenigen Arten stehen am Ufer. Der Uferbereich sowie der Damm werden von heimischen Laubbäumen dominiert. Das reich strukturierte Kleingewässer ist eine Seltenheit in Leverkusen. Eine landesweite Bedeutung ist nicht gegeben. Im lokalen Biotopverbund stellt es ein Bindeglied nach Köln dar. Die Hauptentwicklungsziele sind der Erhalt der gut strukturierten Kleingewässer sowie der naturnahen Ufergehölze.“

## Schutzziele
Als Schutzziele wurden der Erhalt der Stillgewässer und der Erhalt der strukturellen Vielfalt formuliert.